# Paraoxón
El paraoxón es el metabolito activo del paratión, un insecticida organofosforado altamente neurotóxico cuya principal acción en el organismo es la inhibición irreversible de la enzima acetilcolinesterasa (AChE). Hay estudios que demuestran su utilidad para el tratamiento del glaucoma. Además de este conocido efecto, diversos estudios han mostrado una fuerte asociación entre pesticidas organofosforados y neurotoxicidad dopaminérgica (principalmente procesos neurodegenerativos), aunque los mecanismos neuroquímicos por los que este pesticida actúa sobre el sistema dopaminérgico todavía se desconocen por completo, se ha descrito que induce una liberación de dopamina por un mecanismo dependiente de vasículas sin intervención del transportador de dopamina.
Se caracteriza por ser un líquido oleoso, de color amarillo-rojizo que tiene un ligero olor afrutado y la exposición al mismo, tiene lugar por inhalación, ingestión o contacto directo.
Los organofosforados, en el organismo tanto de los insectos como de los mamíferos pueden tener una reacción considerada de activación tóxica para formar la forma oxo, como el paraoxón. El paraoxón es el metabolito tóxico responsable de su efecto insecticida pero es también la forma activa para reacciones de hidrólisis que son el mecanismo fundamental de detoxificación, liberando dietilfosfato y 4-diclorofenol que se eliminan en orina. El balance entre activación tóxica y desintoxicación condiciona la toxicidad.
El paratión, cambia su S por O transformándose en paraoxón, unas 10 veces más tóxico, reacción que tiene lugar con especial intensidad en la pared intestinal. El paraoxón participa en una reacción catalizada por el sistema monooxigenasa microsomal con producción de etanol, acetaldehído o acetato, según diversas especies animales. En el hombre, el paraoxón se metaboliza a paranitrofenol hidrosoluble que se excreta por orina.
En la actualidad los organofosforados son ampliamente utilizados como plaguicidas, sobre todo desde que fueron eliminados del mercado los plaguicidas organoclorados. Su uso principal es como insecticidas, y en menor medida también como fungicidas, acaricidas y defoliantes. Los organofosforados se han utilizado ampliamente como agentes de control de insectos que actúan como vectores de enfermedades en humanos en áreas tropicales y también para el control doméstico de diversos insectos. Los organofosforados se han utilizado también en diferentes aplicaciones industriales, como modificadores del plástico y aditivos del petróleo, formando parte de la composición de los retardantes de llama, pinturas y plásticos, etc. Han tenido un uso terapéutico limitado, existiendo un tratamiento para el glaucoma basado en el organofosforado neuropático DFP, pero actualmente se encuentra también en desuso. Por último es destacable su uso como armas químicas, que se desarrollaron durante la Segunda Guerra Mundial, como son el gas sarín, el tabún y el somán, comúnmente conocidos como agentes nerviosos. El paraoxón, en concreto, fue utilizado como arma de asesinato por el Proyect Coast.

## Project Coast
El Proyecto Coast fue un programa clasificado de armas biológicas y químicas (CBW, del inglés Chemical and Biological Warfare) establecido por el gobierno de Sudáfrica durante el apartheid, que produjo principalmente los agentes letales CX y gas mostaza, así como el gas lacrimógeno no letal con propósito de control de disturbios. El Proyecto Coast fue dirigido por Wouter Basson, un cardiólogo que fue médico personal del entonces primer ministro de Sudáfrica.
Investigar en métodos de control natal para reducir los ratios de nacimiento de personas de color fue una de las áreas del Proyecto Coast. 
El Proyecto Coast financió un proyecto para desarrollar un anticonceptivo que habría sido aplicado clandestinamente a la población negra. Goosen informó que el proyecto aún estaba buscando un medio por el cual podrían hacer estériles a la población negra sin que estos fueran conscientes.

## Sintomatología en intoxicación aguda
Las náuseas suelen ser el primer síntoma, seguidas de vómitos, calambres abdominales, diarrea y salivación excesiva (sialorrea). Se ha observado hipotermia como signo temprano; dolor de cabeza, vértigo y fatiga; rinorrea y una sensación de opresión en el pecho, son comunes en las exposiciones por inhalación.
También aparece visión borrosa o nublada, miosis (con pupilas puntiformes fijas), lagrimeo, espasmo del músculo ciliar, pérdida de acomodación y dolor ocular. Ninguno de estos efectos oculares es confiable para el diagnóstico, excepto en exposiciones oculares primarias. De hecho, a veces se observa midriasis, probablemente debido a la descarga simpaticoadrenal.
Se describen diversos grados de bloqueo cardíaco AV, así como arritmias auriculares, pérdida de la coordinación muscular, dificultad para hablar, fasciculaciones y espasmos de los músculos (particularmente de la lengua y los párpados) y debilidad profunda generalizada. 
Respecto a síntomas mentales, produce confusión mental, desorientación y somnolencia. 
Además, produce dificultad para respirar, secreción excesiva de moco del tracto respiratorio, espuma oronasal, cianosis, estertores y ronquidos pulmonares e hipertensión presumiblemente por asfixia. 
También, aparecen movimientos bruscos aleatorios, incontinencia, convulsiones y coma.
La muerte principalmente es debida al paro respiratorio como consecuencia de una insuficiencia de los músculos respiratorios y broncoconstricción intensa.
Se ha observado que ocasionalmente las áreas de la piel expuestas a paraoxón responden con sudoración local y fasciculación muscular.
En ocasiones, produce hipoglucemia.

## Tratamiento
Un paciente comatoso, que está diaforético presenta pupilas puntiformes y olor a insecticida en la ropa o el aliento y fasciculaciones musculares, en definitiva, representa la presentación clásica de intoxicación por organofosforados.
Los pasos específicos en la gestión de la intoxicación incluyen los siguientes. 
1. Descontaminación.
2. Vía aérea. Establecer respiración asistida si es necesario.
3. Monitoreo del estado respiratorio. La dificultad respiratoria, de hecho, se encuentra comúnmente en estos pacientes por múltiples causas.
4. Monitoreo cardíaco.
5. Medida de los niveles de colinesterasa.
6. Pralidoxima. La pralidoxima es el tratamiento de elección para el envenenamiento por organofosforados y debe usarse para casi todos los pacientes con envenenamiento por organofosforados clínicamente significativo, particularmente aquellos pacientes con fasciculaciones musculares y debilidad.

Otro antídoto de elección para la intoxicación por organofosforados es la atropina.
Sin embargo, la succinilcolina, otros agentes colinérgicos, morfina, aminofilina, teofilina, fenotiazinas y reserpinas están contraindicados.

## Vías de eliminación
La hidrólisis y la unión covalente a las esterasas no esenciales son dos procesos bioquímicos que pueden evitar que el paraoxón reaccione con la enzima esencial, la acetilcolinesterasa. Ambos procesos se han propuesto como la ruta principal de desintoxicación de paraoxón in vivo. Estos experimentos se diseñaron para evaluar la contribución relativa de cada vía a la eliminación de paraoxón en el conejo. In vitro, el paraoxón desapareció de la sangre del conejo con una vida media de 17,7 segundos. La hidrólisis por paraoxonasa explicaba completamente esta desaparición y la unión covalente no contribuía en nada para explicarlo. In vivo, después de una inyección iv de 0,15 mg/kg de paraoxón, la paraoxonasa sérica hidrolizó hasta un 41 % de la dosis inyectada en los primeros 30 segundos. El pretratamiento de conejos con una inyección ip de fosfato de tri-o-tolilo eliminó más del 95% de los sitios de unión de paraoxón. Sin embargo, el pretratamiento con fosfato de tri-o-tolilo no tuvo un efecto significativo sobre la vida media o el volumen de distribución de paraoxón, lo que indica que los sitios de unión covalente no contribuyeron significativamente a la eliminación de paraoxón de conejos en estas condiciones. La hidrólisis de paraoxón por paraoxonasas tisulares, además de la catalizada por paraoxonasa en la sangre, podría explicar su rápido metabolismo. Estos hallazgos demuestran que la paraoxonasa tiene un papel importante en la desaparición del paraoxón en el conejo. Esto sugiere que la susceptibilidad de las personas a la intoxicación crónica por paraoxón puede variar, dependiendo de los polimorfismos genéticos de la población y el tipo de paraoxonasa sérica.

## Paraoxonasa 1 (PON1)
La enzima Paraoxonasa 1 (PON1), es sintetizada en el hígado y se encuentra unida a la apolipoproteína A1 de las lipoproteínas de alta densidad (HDL). La PON1 es capaz de hidrolizar compuestos organofosforados (ej: paraoxón, diazoxón soman, sarín) y tiene función arilesterasa y función lactonasa, al hidrolizar lactonas, específicamente homocisteína tiolactona para regenerar la homocisteína. Adicional a estas funciones, diversos estudios le han atribuido propiedades antioxidantes a la enzima por su capacidad de eliminar peróxidos lipídicos de las lipoproteínas, en especial de la LDL, además de modular los niveles de estrés oxidativo, evitando así, la formación y propagación de la placa de ateroma y riesgo cardiovascular. La expresión y actividad antioxidante de la enzima, está condicionada por la presencia de polimorfismos genéticos, en especial los ubicados en la región codificante (Q192R y L55M). La PON1 se encuentra modulada por una serie de factores exógenos y endógenos.